# Otosclerose
Otosclerose is een abnormale verbening in het middenoor, waardoor slechthorendheid en in extreme gevallen zelfs complete doofheid kan ontstaan.

## Mechanisme
Bij otosclerose groeit de voet van de stijgbeugel vast in het ovale venster van het slakkenhuis. De stijgbeugel is een van de gehoorbeentjes die onder normale omstandigheden de bewegingen van het trommelvlies, veroorzaakt door geluid, voortgeleidt naar het binnenoor via een beweeglijk vlies in het ovale venster.

## Symptomen
Door de verbening worden de geluidstrillingen slecht overgebracht op het binnenoor. Het effect van de afwijking is geleidelijk progressief gehoorverlies. Dit kan lange tijd constant blijven en dan plotseling toenemen, zowel eenzijdig als bij beide oren. Soms gaat het gepaard met oorsuizen. Het gehoorverlies is in de klassieke vorm van otosclerose aanwezig bij alle frequenties en bestaat voornamelijk uit geleidingsverlies. Rond de 2000 Hz is dit geleidingsverlies minder groot en lijkt het verlies perceptief te zijn, niet veroorzaakt door disfunctioneren van het slakkenhuis, maar door een gestoorde overbrenging, de zogenoemde Carhart notch. Dit ogenschijnlijk perceptieve verlies zal verdwijnen na operatief ingrijpen.

## Voorkomen
Totale doofheid als gevolg van otosclerose is uiterst zeldzaam. Otosclerose komt vooral voor bij jonge volwassenen (>30 jaar), met name bij vrouwen.

## Operatie
De behandeling bestaat uit een operatie, stapedotomie genaamd, waarbij het bovenste deel van de stijgbeugel wordt verwijderd en de verbeende voetplaat wordt doorboord; in deze opening wordt een prothese geplaatst, die opgehangen wordt aan het lange pootje van het aambeeld. Deze operatie wordt uitgevoerd door een kno-arts. In het verleden werd de gehele stijgbeugel verwijderd (stapedectomie) maar omdat dit dikwijls minder succesvol was en meer complicaties gaf dan een stapedotomie, is deze techniek verlaten.

## Oorzaak
De oorzaak van otosclerose is niet precies bekend. Bij het ontstaan van otosclerose spelen waarschijnlijk zowel erfelijke factoren als omgevingsfactoren een rol.

## Trivia
- Beethoven leed waarschijnlijk aan deze vorm van doofheid.